# UPIM
UPIM ("Unico Prezzo Italiano Milano") è una catena italiana di grandi magazzini gestita da OVS. Per ottant'anni nell'orbita della catena La Rinascente, nel gennaio 2010 è diventata di proprietà del Gruppo Coin, che l'ha acquisita dal Gruppo Investitori Associati/Pirelli Real Estate/Deutsche Bank/Borletti.

## Storia

### Dalle origini agli anni sessanta
Sul finire del 1927 venne aperto sperimentalmente a Milano in piazzale Loreto un prototipo di magazzino a prezzo unico, dove venivano venduti vari articoli disposti su una scala di prezzi che andava da 1 a 5 lire. Il risultato fu molto soddisfacente con incassi di circa 6.000 lire giornaliere.
Dopo il breve esperimento milanese, si costituì il 9 maggio 1928, la società anonima UPI ("Unico Prezzo Italiano") che, in seguito, per distinguersi da un'omonima agenzia di pubblicità preesistente, divenne UPIM (la "M" stava per Milano). Il 21 ottobre 1928 fu aperto il primo negozio a Verona in via Pellicciai, con una superficie di circa 250 m² e con un assortimento di oggetti d'abbigliamento e d'arredamento dalla merceria ai giocattoli con aggiunta di dolciumi a prezzi fra 1 e 4 lire. Il grande magazzino portava nel nome una caratteristica tipica dei negozi dell'epoca, ovvero l'«unico prezzo in mostra» che, per evitare che taccheggiatori entrassero nei locali con la scusa di ripararsi e rubassero qualcosa, si pagava all'entrata avendo tutti gli oggetti uno stesso prezzo (di norma 1-2-3-4 lire), così chi voleva comprare un oggetto acquistava all'ingresso un biglietto con l'importo della merce che avrebbe comprato, mostrando poi i biglietti con la merce all'uscita. La società si espande velocemente e, nel 1928, vengono aperti i negozi di Milano in viale Vittorio Veneto e di Brescia. L'anno successivo si aprono altri tre negozi a Milano e uno a Roma, Bologna, Firenze, Padova, Ferrara, Piacenza e Bari.

Upim di Milano piazzale Loreto negli anni sessanta.

Nel 1934 i magazzini erano 25 e durante il colonialismo furono aperte filiali anche nelle città di Asmara (Eritrea) e Tripoli (Libia). Queste unità cessarono la loro attività durante il secondo conflitto mondiale. Il secondo conflitto mondiale porta alla distruzione di nove negozi, al danneggiamento di sei che rimasero in parte attivi e alla chiusura di quattro negozi e alla requisizione di nove dalle autorità militari. Nel frattempo solo 27 negozi rimasero attivi. Dai 52 negozi del 1942 si passa ai 46 negozi del 1951. Con il boom economico post bellico si incrementano notevolmente i negozi, che arrivano a 69 nel 1957. Nel 1969 Upim, con il Gruppo Rinascente, viene acquisita dalla famiglia Agnelli proprietaria del Gruppo Fiat.

### Dagli anni settanta ai novanta
Nel 1970 i magazzini Upim divennero 150 e nel corso degli anni, con la gestione Rinascente, Upim vivrà una crisi di profitti continua. Strategia del gruppo era solitamente aprire nuovi negozi con annesso il reparto alimentare del gruppo gestito con il marchio Sma. Nel 1975 si avvia la formula del franchising per l'affiliazione dei grandi magazzini. Negli anni la catena entra in concorrenza diretta con la Standa, fondata proprio da un ex direttore Upim, Franco Monzino, con lo slogan Prima passa alla Upim.
Nel 1997, assieme a tutto il Gruppo Rinascente, confluisce nel Gruppo Auchan che porta a chiudere molti dei grandi magazzini siti nei centri storici e all'apertura di numerose filiali all'interno dei centri commerciali del gruppo. Nell'ottobre 1999 nasce a Milano la nuova formula commerciale Blukids realizzata grazie all'apertura di un nuovo negozio in corso Buenos Aires interamente dedicato ai bambini con un'offerta che spazia dall'abbigliamento alla scuola ai giochi.

### Anni 2000
Viene acquisita, come La Rinascente, nel maggio 2005, dal Gruppo Investitori Associati, Pirelli Real Estate, Deutsche Bank e Borletti. Il 26 giugno 2008 è stato aperto il primo negozio all'estero, nel centro di Tirana in Albania. Ad esso ha fatto seguito un punto vendita a Victoria, nell'isola maltese di Gozo. Nell'ottobre 2008 si è rilanciato lo storico marchio CROFF con la creazione dei primi corner nei principali magazzini Upim e con collezioni ad hoc. A dicembre 2009 la Upim è stata acquistata dal gruppo Coin. Viene così a terminare una rivalità storica nella fascia medio-alta dei grandi magazzini: La Rinascente e Upim da una parte e Coin e OVS dall'altra. Il passaggio di proprietà comporta nel corso del 2010 un passaggio della maggior parte dei punti vendita dall'insegna Upim alle insegne Coin e OVS. I punti vendita in franchising, invece, rimarranno tali.

### Anni 2010

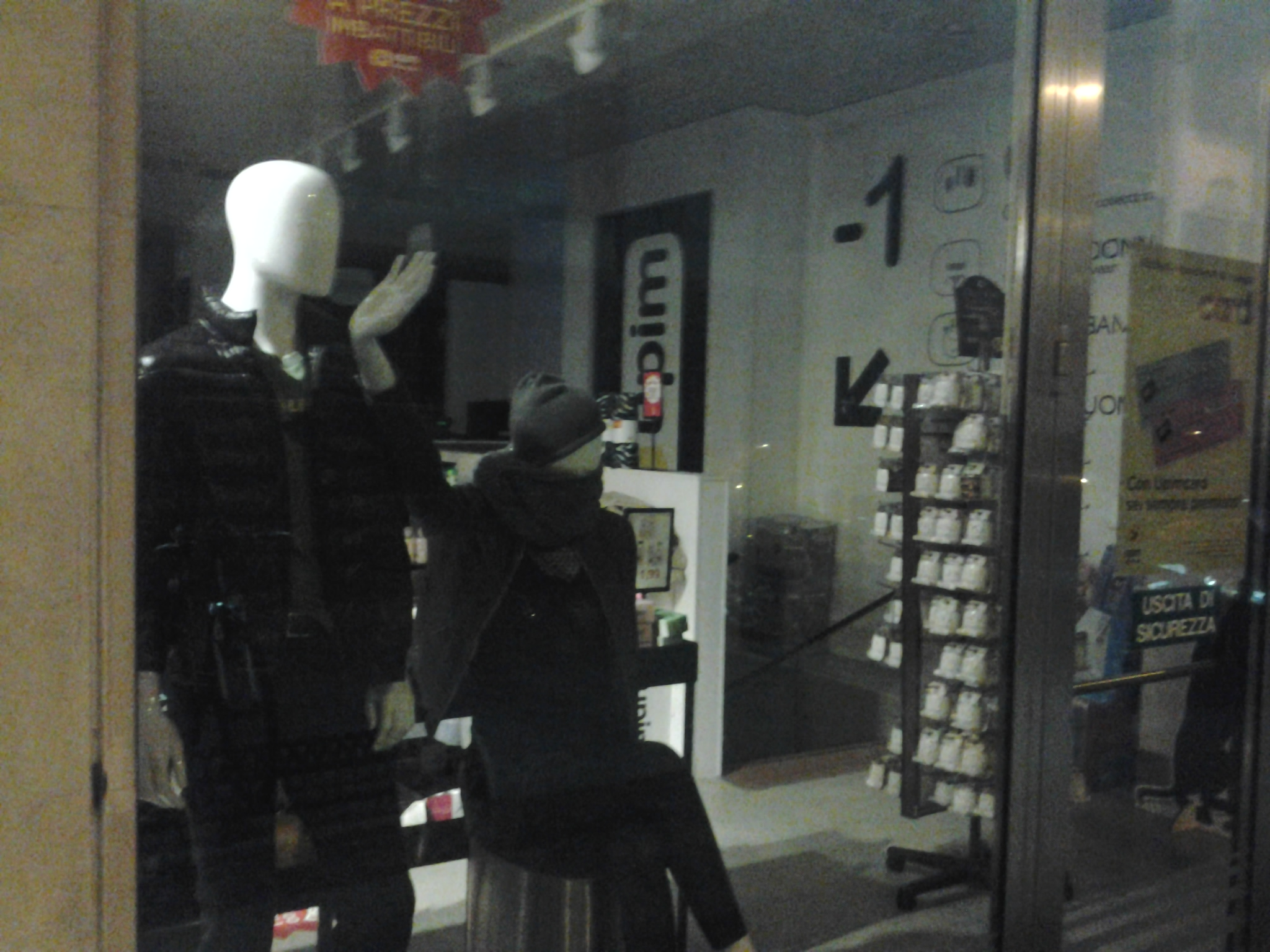
La vetrina di un negozio della catena a Udine nel 2013

Viene inaugurato il marchio Upim POP, una catena parallela operativa dal 2010 al 2013 che si rivolgeva a un target di clienti giovane e organizzato come centro commerciale con all'interno dei punti vendita negozi di elettronica, profumerie e librerie. Gli Upim POP erano presenti a Roma, Milano, Varese, Trieste, Livorno, Cagliari e Bassano del Grappa (VI).
Dal 1º agosto 2014 viene costituita la nuova divisione OVS-UPIM, inglobata nel Gruppo Coin ma con una nuova società: OVS S.p.A.

## Marchi
- UPIM: nasce nel 1928 a Verona ed è il family value retailer italiano essendo rivolto alle esigenze delle famiglie che cercano la convenienza. Con i suoi oltre 300 negozi ha un'offerta che spazia dall’abbigliamento per tutta la famiglia alla cura della casa.
- BLUKIDS: è il marchio d'abbigliamento, intimo, accessori, calzature e giocattoli dedicato al bambino. Conta circa 200 negozi singoli in Italia con una superficie media di 100–250 m² e all’estero ed è presente anche in 200 negozi Upim. Ha collezioni baby (0-36 mesi), kids (2-8 anni) e junior (8-14 anni).
- CROFF: è il marchio dedicato alla casa che comprende: il tessile, la tavola, la cucina, gli accessori e i complementi.

## Sponsorizzazioni
In ambito calcistico Upim ha sponsorizzato la Juventus tra le stagioni 1989-1990 e 1991-1992 e successivamente l'Udinese nell'annata 2013-2014.

## Influenza culturale
Nel brano di Claudio Baglioni Poster del 1975 viene menzionato il grande magazzino con le parole "Due donne stan parlando con le braccia piene di sacchetti dell'UPIM". Nel cortometraggio Basette (2008) con Valerio Mastandrea, Antonio, ladro romano cresciuto in una famiglia di taccheggiatori di supermercati, ricorda la sua vita di vent'anni prima e le abitudini familiari natalizie di rubare giocattoli all'UPIM per poi rivenderli. La parte esterna è girata davanti ai magazzini UPIM di via dei Prati Fiscali a Roma.

## Loghi

1928
1967-1994
1994-2004
2004-2007
2007-2010
2010-2017
Upim POP (2010-2013)
2017-2018
Dal 2018